# Alfonso Benavides
Alfonso Benavides López de Ayala, noto anche come Sete Benavides (Pollença, 9 marzo 1991), è un canoista spagnolo.
Ha rappresentato la Spagna ai Giochi olimpici di Londra 2012 e Rio de Janeiro 2016, concludendo in entrambi i casi al quarto posto nella specialità del C1 200 metri.

## Palmarès
- Mondiali

Seghedino 2011: bronzo nel C1 200m.
Duisburg 2013: bronzo C1 200m.
Seghedino 2019: bronzo nel C2 500m.
- Europei

Belgrado 2011: argento nel C1 200m
Zagabria 2012: argento nel C1 200m
Brandeburgo 2014: argento nel C1 200m
Račice 2015: bronzo nel C1 200m
- Giochi europei

Minsk 2019: bronzo nel C1 200m.